# Фабер, Марк
Марк Фабер (Marc Faber, род. 28.02.1946, Цюрих) — известный мировой топ-инвестор швейцарского происхождения, миллиардер, финансист-аналитик, публицист.
Издатель собственного инвестиционного бюллетеня «The Gloom Boom & Doom Report».
Учился экономике в Цюрихском университете, где в 24 года получил степень доктора философии по экономике magna cum laude.
В 1970-78 гг. работал на инвестиционный банк White Weld & Company в Нью-Йорке, Цюрихе и Гонконге.
В 1978—1990 гг. управляющий директор гонконгского подразделения банка Drexel Burnham Lambert.
В июне 1990 года в Гонконге основал собственную инвестиционную компанию Marc Faber Ltd.
В 2009 году Bloomberg назвал его в числе пяти лучших финансовых экспертов мира.
На 2013 года четверть своих капиталов Фабер держал в золоте, и ещё четверть — в акциях.
Автор нескольких книг и многих статей.
М. Фабер высказывал мнение, что «говорить, что демократия — это лучшая система во всем мире, возможно, не совсем правильно».
В одном из интервью для США он отмечал:

правительство становится всё больше и больше, а у вас всё меньше и меньше свободы, и вы наблюдаете за тем, как люди вроде мистера Де Бласио приходят и говорят: «А давайте облагать ещё бо́льшими налогами тех, у кого большие доходы». И конечно же сразу, так как мы живём в демократии и бедных людей больше чем богатых, все аплодируют и голосуют за него.— 